# Blue1
Blue1 byly finské aerolinie, které vlastnila skupina SAS Group a které byly členem největší světové letecké aliance Star Alliance. Blue1 létaly do 30 destinací ve Finsku, Skandinávii a zbytku Evropy a z hlediska přepravených cestujících byly druhou největší finskou leteckou společností. V roce 2009 přepravily aerolinky přes 1,4 miliónu lidí. Jejím sídlem je letiště v Helsinkách – Vantaa.

## Historie
Aerolinky byla založeny v roce 1987 a zahájily svou činnost v roce 1988, kdy se jmenovaly jako Air Botnia. První destinací bylo město Oulu, později přibyly města Kuopio, Rovaniemi a Vaasa. V lednu 1998 koupila aerolinky skupina SAS Group.
Společnost je přejmenovala na Blue1 v lednu roku 2004 a připojila se jako první regionální aerolinky do aliance Star Alliance 3. listopadu téhož roku.
V roce 2005 se aerolinky Blue1 staly druhou největší leteckou společností Finska s více než 100 lety denně a největším provozovatelem letů mezi Finskem a Skandinávií.
Roku 2006 začaly aerolinky provozovat 10 nových nonstop tras do Evropy, zvýšením jejich kapacity o 50%.
Roku 2009 byly pro zimní období otevřeny trasy do Laponska, Paříže a Kittily. Pro letní období byly otevřeny trasy do měst Biarritz, Dubrovník a Split.
1. ledna 2010 se Blue1 staly právoplatným členem Star Alliance.
Blue1 byly první evropskou leteckou společností, která dostala certifikát ISO 14001 za ochranu životního prostředí.

## Destinace a spolupracující společnosti

### Spolupracují společnosti
Aerolinky Blue1 spolupracují s těmito společnostmi:
- Brussels Airlines
- bmi
- LOT Polish Airlines
- Lufthansa
- Scandinavian Airlines
- Spanair
- Swiss International Airlines
- Thai Airways
- United Airlines/Continental Airlines

## Flotila

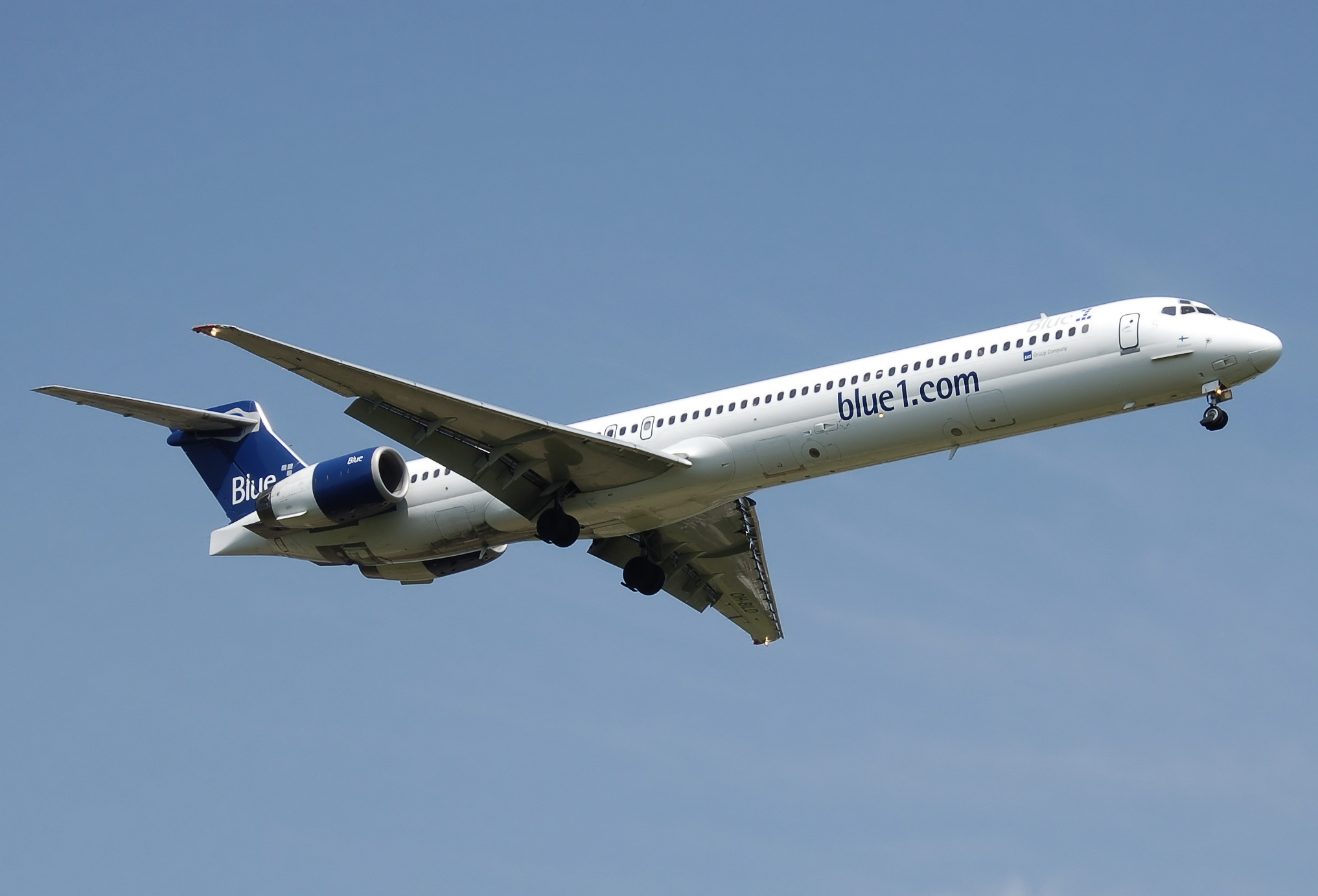
McDonnell Douglas MD-90

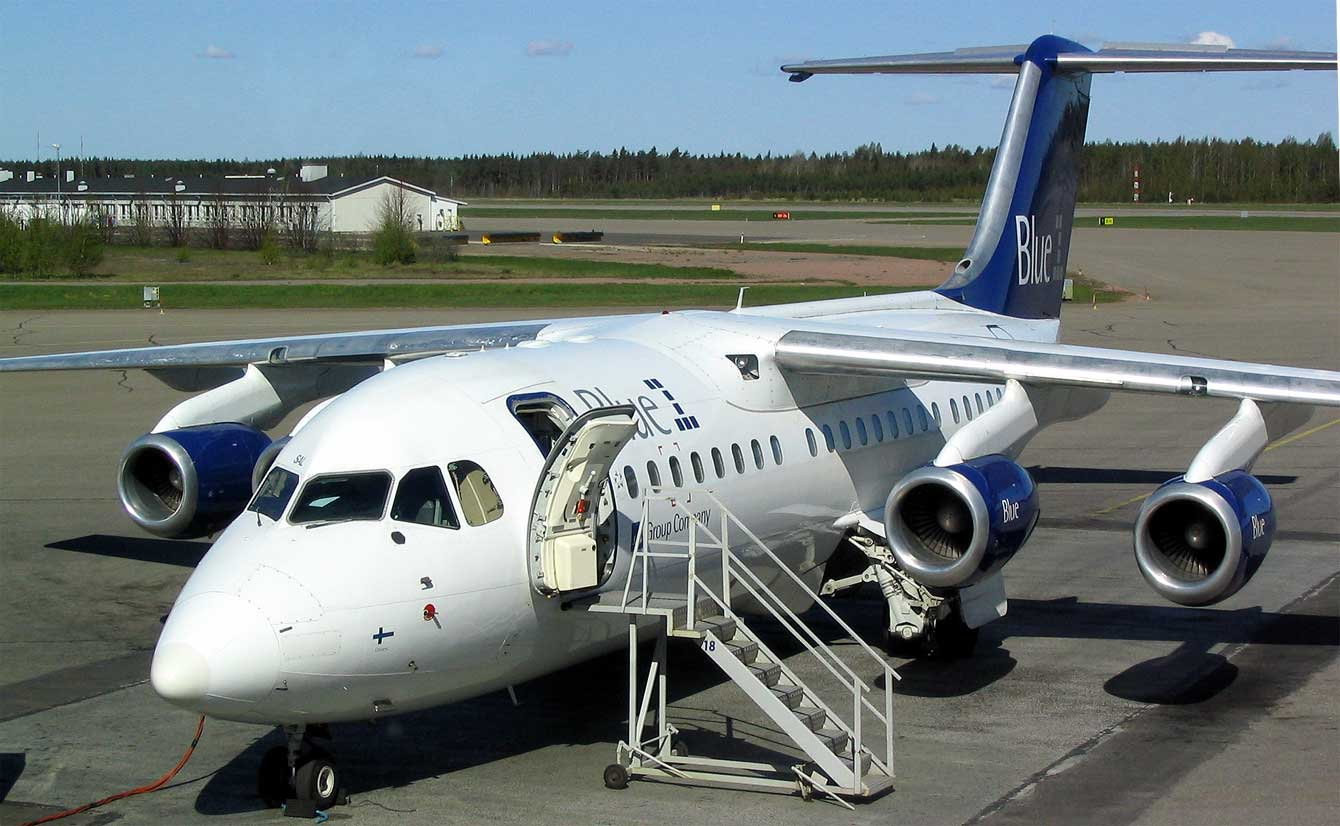
Avro RJ85

### Aktuální flotila
V listopadu 2015 se flotila Blue1 skládá z těchto letadel s průměrným stářím 10,6 let:

## Palubní služby
- Ekonomická třída: Káva a čaj jsou dostupné na všech provozovaných letech společnosti. Sendviče a další nápoje jsou k dispozici v "Cafe1". Některé lety s velmi krátkou vzdáleností mohou mít snížené služby.
- Blue1 Premium: V této třídě se jídlo podává studené při letech po Finsku a do skandinávských destinací, zatímco při letech do kontinentální Evropy se podává jídlo teplé.